# Get Your Heart On - The Second Coming!
Albums de Simple Plan
Get Your Heart On!
(2011) Taking One for the Team
(2016)
Get Your Heart On - The Second Coming! est le 3e EP du groupe canadien Simple Plan, sorti le 29 novembre 2013 en Australie, et le 3 décembre 2013 au niveau mondial.

## Liste des titres
1. Ordinary Life - 3:24
2. The Rest of Us - 3:13
3. Outta My System - 3:25
4. Fire in My Heart - 3:26
5. In - 3:42
6. Lucky One - 3:50
7. Try - 3:25